# Delta Nigeru

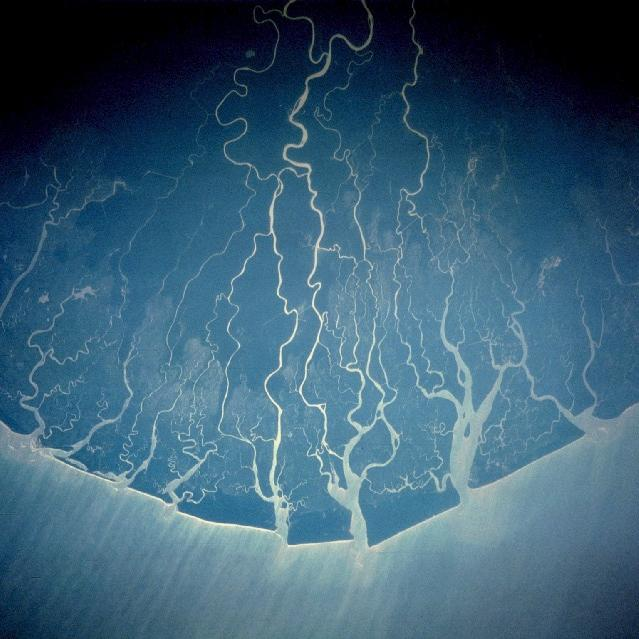
Fotografie delty Nigeru z raketoplánu NASA

Delta Nigeru je hustě osídlená oblast v Nigérii tvořená říční deltou Nigeru, který zde ústí do Guinejského zálivu. Oblast, jak ji definují místní úřady, má rozlohu zhruba 70 000 čtverečních kilometrů, tedy zhruba 7,5 % rozlohy Nigérie, a žije zde zhruba 31 miliónů lidí.
V historii byl region významný zejména výrobou palmového oleje, dnes je jeho významným produktem ropa a Nigérie je jejím nejvýznamnějším africkým těžařem. S těžbou ropy se ovšem pojí spory o ničení životního prostředí i o rozdělování výnosů. Proti zejména zahraničním těžařským společnostem, například Royal Dutch Shell, zde bojuje partyzánskou válkou Hnutí za osvobození delty Nigeru pomocí sabotáží ropovodů a únosy pracovníků.

Zpracování ropy v deltě Nigeru